# Machzor
| Židé a judaismus |
| Židé • Judaismus • Kdo je Žid |
| Ortodoxní • Konzervativní (Masorti) Progresivní (Reformní - Liberální) • Ultraortodoxní Samaritáni • Falašové • Karaité                                                                                            |
| Etnické skupiny a jazyky |
| Aškenázové • Sefardové • Mizrachim Hebrejština • Jidiš • Ladino • Ge'ez • Buchori |
| Populace (vývoj) |
| Evropa • Amerika • Asie • Afrika • Austrálie |
| Náboženství |
| Bůh • Principy víry • Boží jména 613 micvot • Halacha • Noachidské zákony Mesiáš • Eschatologie |
| Židovské myšlení, filosofie a etika |
| Židovská filosofie Cdaka • Musar • Vyvolenost Chasidismus • Kabala • Haskala |
| Náboženské texty |
| Tóra • Tanach • Mišna • Talmud • Midraš Tosefta • Mišne Tora • Šulchan aruch Sidur • Machzor • Pijut • Zohar |
| Životní cyklus, tradice a zvyky |
| Obřízka • Pidjon ha-ben • Simchat bat • Bar micva Šiduch • Svatba • Ketuba • Rozvod (Get) • Pohřeb Kašrut • Židovský kalendář • Židovské svátky Talit • Tfilin • Cicit • Kipa Mezuza • Menora • Šofar • Sefer Tora |
| Významné postavy židovství |
| Abrahám • Izák • Jákob • Mojžíš Šalomoun • David • Elijáš • Áron Maimonides • Nachmanides • Raši Ba'al Šem Tov • Ga'on z Vilna • Maharal                                                                           |
| Náboženské budovy a instituce |
| Chrám • Synagoga • Ješiva • Bejt midraš Rabín • Chazan • Dajan • Ga'on Kohen (kněz) • Mašgiach • Gabaj • Šochet Mohel • Bejt din • Roš ješiva                                                                      |
| Židovská liturgie |
| Šema • Amida • Kadiš Minhag • Minjan • Nosach Šacharit • Mincha • Ma'ariv • Musaf |
| Dějiny Židů |
| starověk • středověk • novověk |
| Blízká témata |
| Antisemitismus • Gój • Holocaust • Izrael Filosemitismus • Sionismus Abrahámovská náboženství |
| z • d • e |

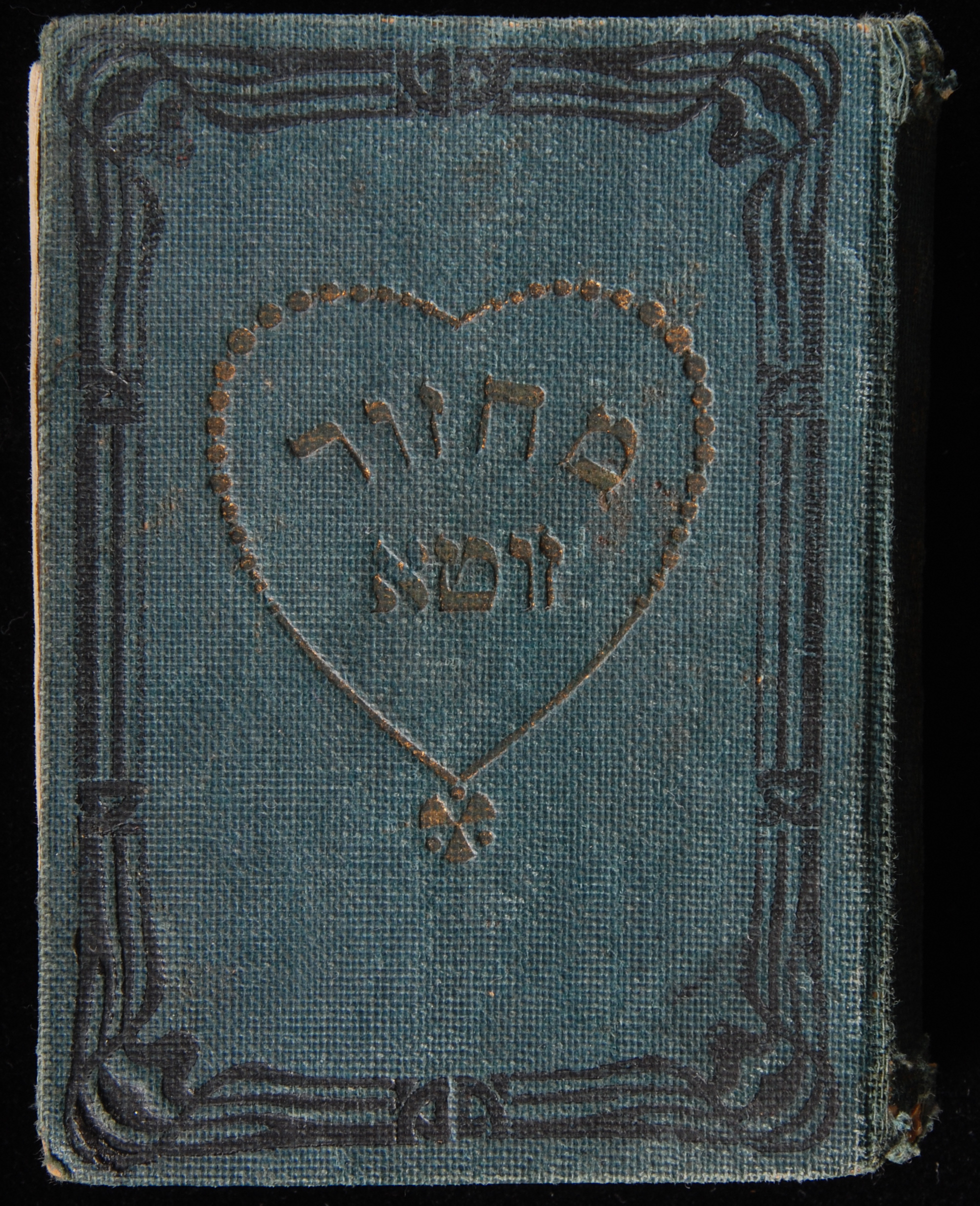
Kniha machzoru

Machzor (také mahzor, plurál machzorim, hebrejsky מַחֲזוֹר‎) je modlitební kniha používána židy na Vysoké svátky (Roš ha-šana a Jom kipur), popřípadě i ke třem poutním svátkům (Pesach, Šavu'ot a Sukot). Existují i samostatné modlitební knihy pro jiné příležitosti a významné dny (např. Purim a Tiš'a be-av), ty se ale jako machzory neoznačují, byť mívají podobnou strukturu.
Slovo machzor znamená „cyklus“ (kořen CH-Z-R pak znamená „vrátit se“). Použití pro modlitební knihu souvisí s tím, že cyklus svátků se každoročně opakuje, tedy „navrací“.

## Původ machzoru
Nejstarší židovské modlitební knihy jsou doloženy už od desátého století. Obsahovaly uspořádaný soubor každodenních modliteb. Vzhledem k množství liturgických rozdílů mezi každodenní a sváteční modlitbou však rabínské autority rozpoznaly potřebu specializované varianty siduru. První machzory tedy vznikly začleněním těchto liturgických variací a dodatků.

## Obsah
Machzor je v podstatě zvláštní forma siduru, který je obecně určen k modlitbám ve všední den i o šabatu. Sidury sice nejdůležitější sváteční modlitby obvykle také obsahují, výhodou machzoru je však jejich přehlednější uspořádání a doplnění dalšími souvisejícími texty pro příslušný svátek.
Machzor obsahuje nejen základní části liturgie, ale také pijuty, krovot, slichot a další liturgické básně určené pro příslušný svátek. Dále obsahuje biblické texty čtené během liturgie (čtení z Tóry, haftaru a text příslušného svátečního svitku) a další, často nepovinné modlitby pro věřící, kteří cítí potřebu si je k předepsaným modlitbám připojit (modlitba za obživu, za uzdravení, za odpuštění atp.) Mnohé machzory také obsahují texty mišny nebo částí gemary pojednávající o příslušném svátku. Kromě synagogální liturgie bývají do machzoru zařazeny i texty pro další, mimosynagogální obřady související se svátkem (eruv, kiduš a na něj navazjící hostina, tašlich, hledání a zbavování se chámecu apod.)
Mnohé z modliteb v machzoru, včetně těch, které se říkají i o všedních dnech nebo o šabatu, mají zvláštní melodie užívané pouze o svátcích. Většina machzorů obsahuje však pouze jejich text a nikoli hudební zápis.